# Hercules X-1
Hercules X-1 – pulsar rentgenowski znajdujący się w gwiazdozbiorze Herkulesa.
Układ podwójny składa się z gwiazdy neutronowej oraz gwiazdy zmiennej optycznie HZ Herculis. Gwiazda HZ Herculis zmienia swoją jasność z okresem 1,7 dnia co odpowiada zaćmieniu składnika świecącego w zakresie promieniowania rentgenowskiego. Oznacza to, że gwiazda neutronowa w swoim obiegu wspólnego środka masy chowa się za HZ Herculis.
Gwiazda neutronowa jest źródłem pulsującego promieniowaniania rentgenowskiego z okresem 1,24 sek. Jest ona silnie namagnesowana, a także bardzo szybko obraca się wokół osi, która nie pokrywa się z osią dipola magnetycznego. Silne pole magnetyczne powoduje, że zjonizowana materia spadająca z HZ Herculis przepływa na gwiazdę neutronową tylko po liniach pola magnetycznego. Tak więc w zakresie promieniowania rentgenowskiego świecą tylko okolice biegunów magnetycznych gwiazdy neutronowej. Obrót gwiazdy powoduje, że świecące obszary raz są widoczne a raz nie, co powoduje pulsowanie promieniowania.